# 塞內加爾盤鱉
塞內加爾盤鱉（學名：Cyclanorbis senegalensis）是盤鱉屬下的一種鱉，分布于非洲，模式种发现于塞内加尔。

## 保育狀況
其被列為《瀕危野生動植物種國際貿易公約》附錄二的物種，被限制出口及貿易。